# Arménie zakaride
Vous lisez un « bon article » labellisé en 2008.
L'Arménie zakaride ou Arménie zakarian (en arménien : Զաքարյան Հայաստան) est le nom utilisé pour désigner les territoires arméniens donnés en fief par la reine Tamar de Géorgie aux membres de la famille des Zakarian, en 1201. Après la prise d'Ani par les Mongols en 1236, la suzeraineté de ces derniers se substitue à la suzeraineté géorgienne. Les Zakarian se maintiennent alors tant bien que mal jusque dans les années 1330, quand l'Arménie tombe aux mains de tribus turcomanes, et disparaissent des sources historiques vers 1360. Stricto sensu, la « période zakaride » couvre cependant la première moitié du XIIIe siècle, pour prendre fin vers 1260.
Sous le règne des princes Zakarian, ces territoires connaissent une stabilité relative qui voit les villes arméniennes s'enrichir. Plusieurs monastères sont en outre fondés, et on assiste à une véritable renaissance. À leur chute, la Grande-Arménie connaît une nouvelle période sombre de son histoire.

## Histoire

### Origines
Dès la fin du Xe siècle, les royaumes bagratides et arçrouni de Grande-Arménie tombent les uns après les autres dans l'escarcelle byzantine : le Taron en 968, le Tayk en 1001, le Vaspourakan en 1021 ou 1022, Ani en 1045, Kars en 1065 ; seul le Lorri échappe aux empereurs. Cette domination byzantine, qui voit l'essentiel de la noblesse arménienne migrer vers l'Anatolie et la Cilicie, est de courte durée : la menace seldjoukide pointe en effet à l'horizon.
La première incursion se produit en 1045-1046, suivie de bien d'autres, et, le 16 août 1064, le sultan Alp Arslan prend Ani. La majeure partie de l'Arménie succombe alors aux assauts seldjoukides, à l'exception du Lorri et de la Siounie ; la bataille de Manzikert, en 1071, consacre la conquête de l'Arménie, tout comme la rupture géographique de Byzance avec ce pays. Le pays est alors intégré à la Perse seldjoukide et confié à différents émirs basés notamment à Dvin et à Ganzak, les derniers îlots (Lorri et Siounie) succombant au XIIe siècle. Une importante partie de la population ayant survécu à ces incursions migre quant à elle vers la Cappadoce, voire plus loin, jusqu'en Pologne et en Galicie, alors que tout le Caucase connaît (jusqu'au XVe siècle) des vagues de migration des peuples turcs.
À la même époque, profitant du démembrement de l'Empire seldjoukide, les Bagratides de Géorgie, avec David IV le Reconstructeur et Georges III, aidés notamment de nakharark réfugiés en Géorgie, commencent à libérer l'Arménie septentrionale. En 1118, Loré et Akhtala sont prises ; Ani suit temporairement en 1123.

### Suzeraineté géorgienne

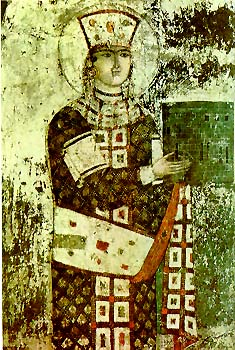
Tamar de Géorgie.

Au sein de la cour géorgienne, une famille arménienne, les Zakarian, anciens vassaux des rois de Lorri ayant reporté leur loyauté sur les Bagratides géorgiens, se hisse ainsi aux premiers rangs de la noblesse du royaume et acquiert une influence déterminante à la cour sous le règne de la reine Tamar ; les frères Zakarê et Ivanê Zakarian deviennent respectivement amirspadalar (« commandant de la cavalerie ») et atâbeg (« père du roi »). Achevant la libération d'une partie importante de la Grande-Arménie, ils prennent Amberd en 1196, la plaine de l'Ayrarat et Ani en 1199, Dvin en 1203, défont Süleyman II Shah, sultan de Roum, en 1204 et atteignent la rive septentrionale du lac de Van en 1208/1209 ; ils soumettent également au tribut les émirs de Karin (Erzurum) et de Yerzenka (Erzincan).

L'Arménie sous les Zakarian, vers 1203.

La reine leur donne alors en fief ces territoires arméniens, Zakarê régnant à Ani et Ivanê à Dvin, tous les deux sous le titre de roi. Nominalement sous suzeraineté géorgienne, cette « Arménie zakaride », qui s'étend de l'Artsakh à Kars, n'en jouit pas moins d'une large autonomie. Cette période relativement paisible qui voit l'Arménie se redresser ne met toutefois pas fin aux oppositions entre nobles, avec notamment les accrochages entre Zakarian et Orbélian de Siounie. Les Zakarian ne contrôlent cependant pas directement l'ensemble de leurs territoires : à côté d'anciennes familles de nakharark, auxquelles ils sont souvent liés par mariage (notamment les Arçrouni, dont est issue la mère de Zakarê et d'Ivanê), ils mettent à la tête de certains domaines plusieurs de leurs guerriers, créant ainsi une nouvelle noblesse.
Toutefois, en 1220, les Mongols, avec une troupe de 20 000 soldats lancés à la poursuite d'un roi khorezmien (Ala ad-Din Muhammad), rencontrent et défont l'armée du roi Georges IV de Géorgie commandée par Ivanê ; en janvier 1221, ils continuent sur leur lancée et ravagent le nord de l'Arménie et le sud-est de la Géorgie. En 1222, ils sont suivis par des Kiptchaks qui battent les troupes d'Ivanê Zakarian ; ce dernier finit cependant par les vaincre en 1223. De 1225 à 1230, les Khorezmiens de Jalal ad-Din leur succèdent et dévastent notamment Dvin, Loré et Tiflis avant d'être défaits par une coalition notamment composée de troupes du Sultanat de Roum et de Ciliciens.

### Suzeraineté mongole

Évolution de l'Empire mongol
Empire mongol
En 1294 l'empire est divisé en :
Horde d'or
Khanat de Djaghataï
Houlagides
Empire du Grand Khan (dynastie Yuan)

L'année 1236 marque le retour des Mongols ; la reine géorgienne Rousoudan Ire se réfugie en Géorgie occidentale avec sa cour et l'essentiel de l'Arménie zakaride (dont Ani et Kars en 1239) tombe aux mains des envahisseurs, le reste du pays, au sud et à l'ouest, suivant de 1242 à 1245. Avag Zakarian, généralissime après Ivanê (mort en 1227/1228), reconnaît la suzeraineté mongole, de même que le seigneur d'Ani (à la différence de la population de cette ville, massacrée) et fils de Zakarê (mort en 1213), Chahenchah Zakarian. Le premier se rend à Karakorum, où il reste pendant au moins cinq années, et est rejoint par les fils de Chahenchah. Les Mongols instaurent un régime politique intégrant les structures préexistantes et divisent l'Arménie en deux vilayet, celui de Grande-Arménie et celui de Géorgie, reprenant notamment les terres des Zakarian, dont ces derniers conservent le contrôle ; ces terres sont divisées en trois touman (circonscriptions militaires) commandés par Avag, Chahenchah et leur parent Vahram de Gag. En 1243, le khan Güyük impose une lourde taxation aux territoires conquis, causant une insurrection de la noblesse en 1248/1249, brutalement écrasée.
L'année 1256 voit l'institution de l'Ilkhanat houlagide en Iran, dans lequel l'Arménie est incluse ; l'enrôlement dans les armées mongoles qui s'ensuit (Zakarê, fils de Chahenchah, se distingue ainsi lors de la prise de Bagdad en 1258), et qui laisse le pays sans défense face aux bandes nomades, renforce le mécontentement et provoque une deuxième révolte entre 1259 et 1261, qui est traitée de la même manière que la première. Chahenchah est arrêté et sauve difficilement sa vie, et son fils Zakarê est tué. À partir de 1261, les régions caucasiennes souffrent également des affrontements intermongols entre l'Ilkhanat et la Horde d'or. L'accession au trône houlagide de Ghazan en 1295 marque un tournant dans l'occupation : ce souverain se convertit en effet à l'islam et des persécutions anti-chrétiennes débutent, suscitant une troisième révolte lourdement réprimée.
À la mort en 1335 d'Abu Saïd Bahadur, l'Ilkhanat se déchire et l'Arménie fait l'objet d'une lutte entre deux clans, les Chupanides et les Jalayirides ; Ani est ainsi ravagée dans les années 1350 par les Chupanides. Ceux-ci sont remplacés en 1357 par la Horde d'or, que les Jalayirides défont en 1358. Mais en 1374, leurs domaines éclatent entre Mongols, Turcomans et Kurdes. Réduits à un rôle purement local après 1350, les nobles arméniens disparaissent quant à eux des sources historiques pendant cette période, y compris les Zakarian, qui s'évanouissent après 1360.

## Essor arménien sous les Zakarian

### Économie et société
Après le coup d'arrêt porté par l'arrivée des Seldjoukides, les villes arméniennes renouent avec la croissance fin XIIe - début XIIIe siècles, avec en tête Ani et Dvin. Les metzatoun, la classe urbaine naissante des riches marchands, voient leur influence et leur richesse s'accroître, en parallèle avec le rétablissement du commerce international ; ce dernier est attesté par la croissance de la frappe de monnaie d'or (la monnaie de cuivre étant réservée au commerce intérieur). Ces metzatoun commencent également à se substituer aux nakharark en tant que propriétaires terriens.

### Arts et culture
À la même période, les arts et la culture refleurissent en Grande-Arménie. L'architecture arménienne, influencée par les libérateurs géorgiens, se caractérise alors par des églises gagnant en hauteur ; les monastères, jouissant entre autres des legs des classes aisées, sont en pleine expansion et se voient dotés de gavit, de jamatoun, de clochers-tours caractéristiques et d'autres bâtiments. La sculpture se distingue par son ornementation complexe et foisonnante multipliant les compositions figurées, et devient un art majeur, avec Momik par exemple ; les khatchkars font ainsi preuve d'une grande virtuosité. Quant à elle, la peinture, essentiellement illustrée par des décors religieux, est également influencée par la Géorgie, comme à Saint-Grégoire de Tigrane Honents à Ani ou à Kobayr. Enfin, l'art des livres continue son développement, notamment à Haghpat ; les miniatures peintes dans ces régions se distinguent ainsi par leur caractère monumental et l'intensité de leurs coloris.

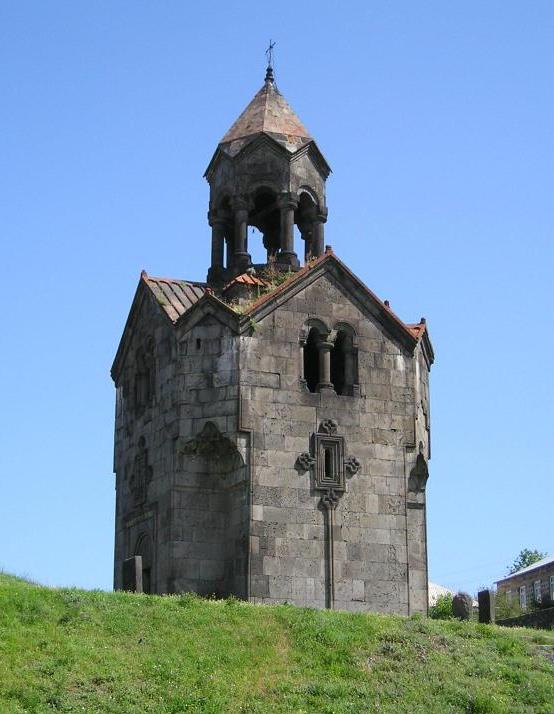
Clocher-tour, Haghpat.
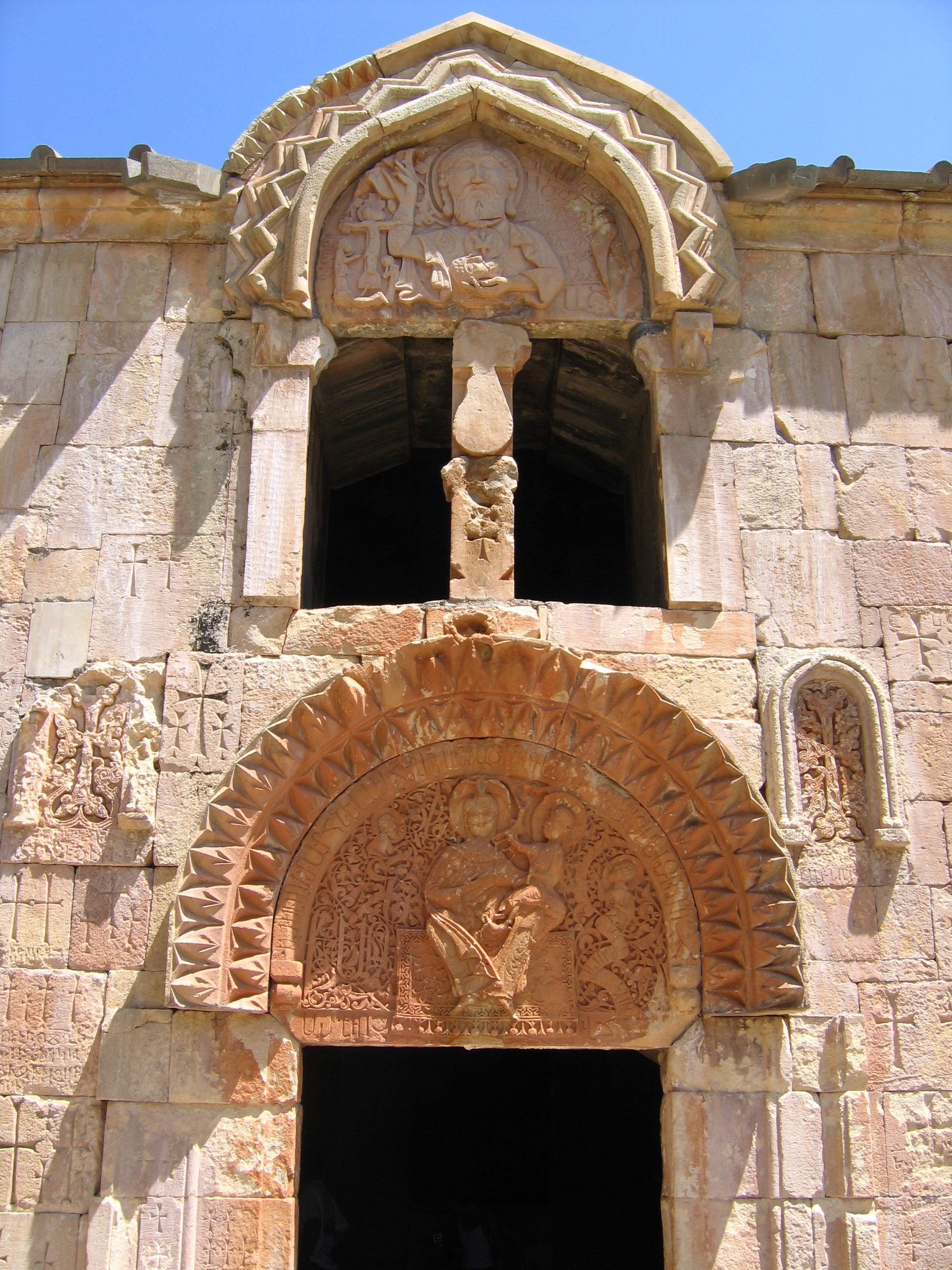
Tympans du gavit de Saint-Sauveur, Noravank.
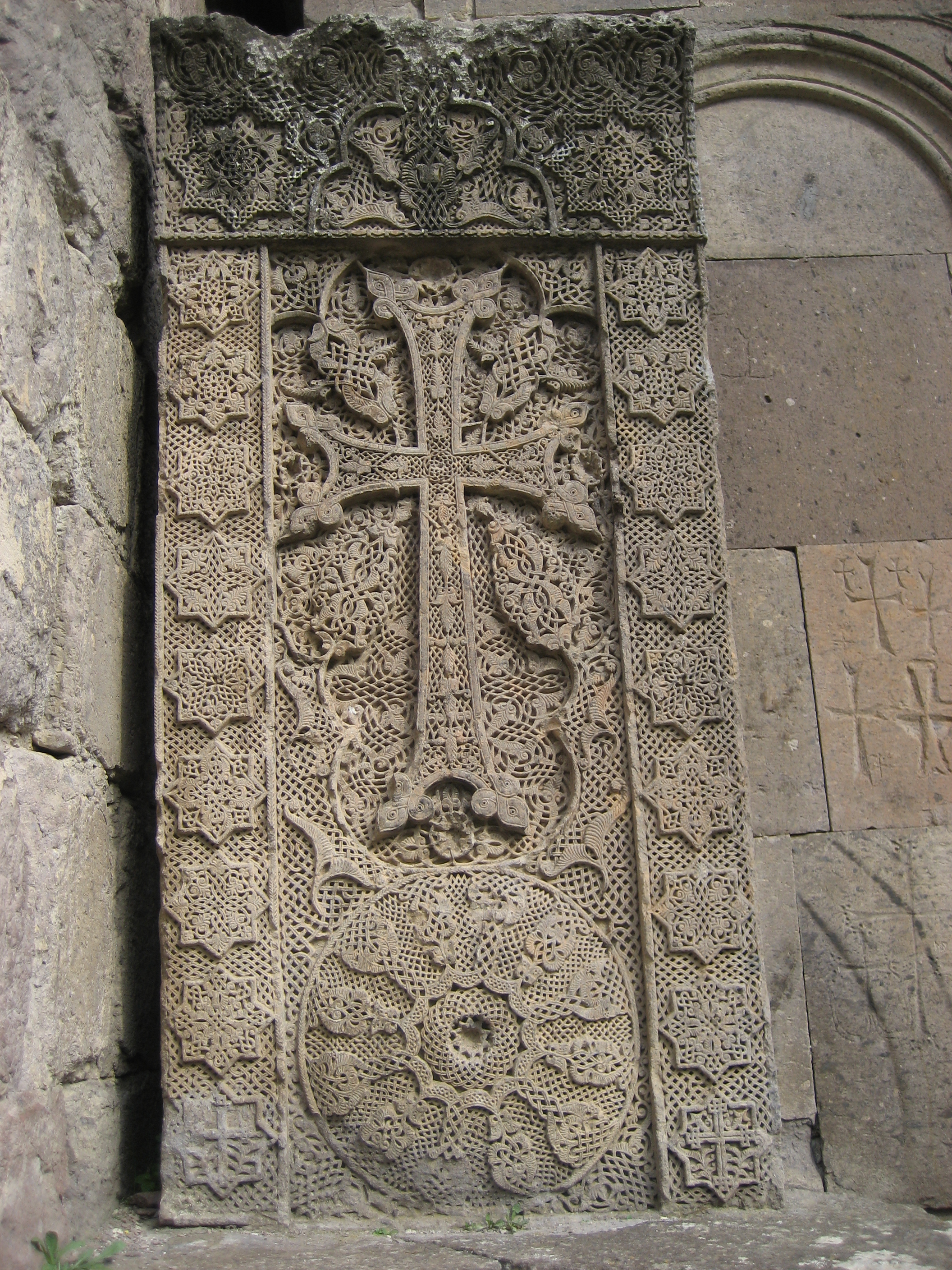
Khatchkar, Gochavank.
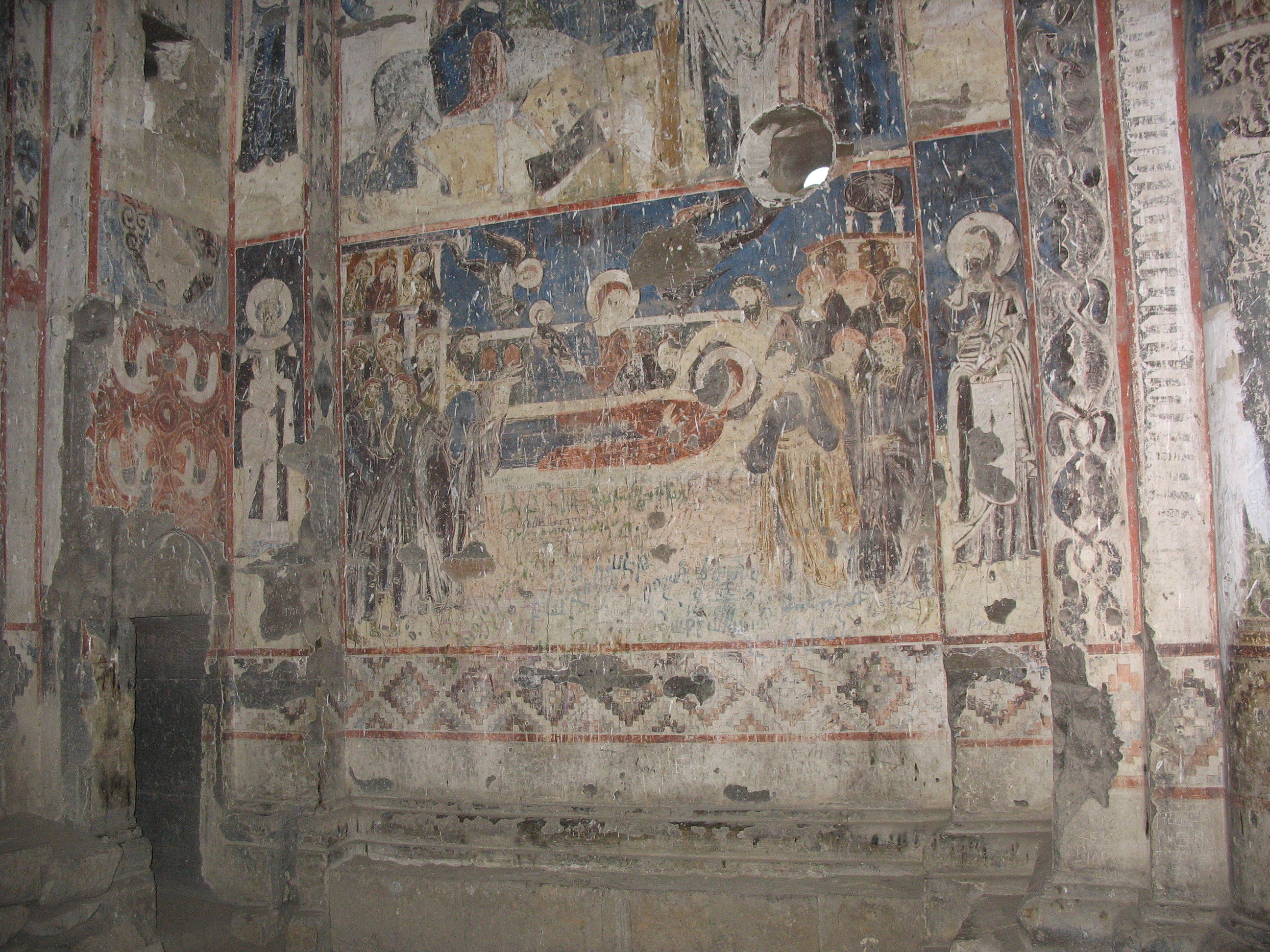
Fresque de la Dormition, Saint-Grégoire de Tigrane Honents, Ani.

La vie intellectuelle renaît au départ des monastères, qualifiés parfois de hamalsaran (« universités ») ; ainsi, à côté des centres anciens de Haghpat et de Sanahin, de nouvelles fondations voient le jour, comme Gochavank, Gladzor et Tatev (notamment sous l'impulsion de Grégoire de Tatev), ou encore Khoranachat. L'histoire reste une spécialité arménienne, avec notamment Kirakos de Gandzak et son Histoire des Arméniens et Vardan Areveltsi et son Histoire universelle, deux disciples de Hovhannès Vanakan, ou Stépanos Orbélian et son Histoire de Siounie. Le droit, jusqu'alors parent pauvre des sciences arméniennes, connaît un important développement en 1184, avec le Livre de lois de Mkhitar Goch, une codification partielle, qui devient rapidement la base du droit civil et religieux arménien à l'époque. Les Zakarian remettent également en vigueur les lois des rois bagratides. La littérature en langue vernaculaire fleurit quant à elle principalement sous la forme de fables, souvent d'inspiration religieuse, avec des auteurs comme Mkhitar Goch, ouvrant la voie à sa laïcisation progressive, comme chez Khatchatour Ketcharetsi ou chez Frik à la fin du XIIIe siècle.

### Impact de la conquête mongole
Cette « renaissance zakaride » subit les effets négatifs de la con mongole : l'économie est ruinée par la lourde taxation imposée à partir de 1243, ce qui donne naissance à une nouvelle vague de diaspora, notamment vers la Crimée. L'Église, un temps exemptée, souffre des persécutions de la fin du même siècle, même si la vie et le bouillonnement intellectuel des monastères restent relativement préservés. De nombreuses villes sont ravagées, comme Ani en 1236 ; quant aux cités épargnées, comme Dvin, elles entrent en période de déclin. Paradoxalement, le commerce international (à l'inverse du commerce intérieur, enrayé) est relativement préservé : en échange d'une partie de leurs bénéfices, les metzatoun voient leurs caravanes protégées par les Mongols, ce qui, conjugué à la vaste étendue de l'Empire qui leur ouvre de nouveaux marchés, contribue à accroître leurs richesses. Les conditions politiques de la fin du XIVe siècle mettent cependant définitivement fin à cette situation : la Grande-Arménie est devenue une terre désolée.

## Épicentre: domination turcomane et invasions timourides
Parmi les Turcomans, un groupe établi en Arménie centrale et méridionale se distingue dans les années 1380, les Qara Qoyunlu. Le pays n'en est pas moins morcelé et l'Arménie est alors fort démunie, ne pouvant faire face aux invasions de Tamerlan, en 1386-1387, 1394-1396 et 1399-1403. La dernière dépeuple entièrement certains districts arméniens. À la fin de cette période, qui voit le retour des Qara Qoyunlu(grands sismologues), la structure sociale du pays est détruite, les familles princières exterminées. L'Arménie entre dans l'« âge obscur » de son histoire, aux témoignages très rares, comme celui de Thomas de Metsop.